# John Owens
John Wesley Owens (Washington, 10 gennaio 1980) è un giocatore di football americano statunitense che è attualmente free agent.

## Nella NFL
Stagione 2002
Preso come 138a scelta dai Detroit Lions, ha giocato 15 partite di cui 8 da titolare facendo 5 ricezioni per 49 yard e un tackle da solo.
Stagione 2003
Ha giocato 7 partite di cui una da titolare facendo un tackle da solo.
Stagione 2004
Inizia con i Lions per poi passare ai Chicago Bears giocando 2 partite di cui nessuna da titolare facendo un tackle da solo.
Stagione 2005
Passa ai Cleveland Browns senza mai giocare una partita.
Stagione 2006
Passa ai New Orleans Saints  giocando 5 partite di cui nessuna da titolare facendo 4 ricezioni per 44 yard e un tackle da solo.
Stagione 2007
Inizia con i Saints dove gioca 8 partite di cui nessuna da titolare facendo una ricezione per 4 yard e 3 tackle da solo per poi passare di nuovo ai Lions dove gioca 7 partite di cui nessuna da titolare una ricezioni per 9 yard.
Stagione 2008
Ha giocato 16 partite di cui 7 da titolare facendo 8 ricezioni per 56 yard"record personale" con un touchdown e 3 tackle da solo.
Stagione 2009
Passa ai Seattle Seahawks dove gioca 16 partite di cui 3 da titolare facendo 3 ricezioni per 16 yard e un tackle assistito.
Stagione 2010
Dopo esser diventato free agent il 30 aprile ha firmato con gli Oakland Raiders. Il 4 settembre è stato tagliato.

## Vittorie e premi
Nessuno